# João Filipe
João Filipe, mit vollem Namen João Filipe Rabelo da Costa e Silva (* 11. Juni 1988 in Rio de Janeiro), ist ein ehemaliger brasilianischer Fußballspieler. Der Rechtsfuß wird als Innenverteidiger oder defensiver Mittelfeldspieler eingesetzt.

## Karriere
João Filipe begann seine Laufbahn beim unterklassigen Klub Audax Rio de Janeiro aus São João de Meriti. Hier schaffte der Spieler 2008 auch den Sprung in den Profikader. Nach einer Zwischenstation beim Mesquita FC kam er Anfang 2009 zum Figueirense FC, welcher in der Saison in der Série B spielte. João Filipe bestritt sein erstes Ligaspiel am 9. Mai 2009 gegen den Ipatinga FC. Hier wurde er nach der Halbzeitpause eingewechselt. Sein erstes Ligator gelang ihm in der Folgesaison 2010. Den Treffer erzielte er im Spiel gegen Associação Portuguesa de Desportos am 15. Mai.
In der Saison 2011 startete João Filipe zunächst mit dem Botafogo FR in die Staatsmeisterschaft von Rio de Janeiro und den Copa do Brasil. Zur Meisterschaftsrunde 2011 wechselte er zum Série A Klub FC São Paulo. Mit diesem bestritt der Spieler sein erstes Spiel auf internationaler Klubebene. In der Copa Sudamericana 2011 spielte er am 20. Oktober gegen den Club Libertad. Ein Jahr später konnte er mit dem Klub diesen Wettbewerb gewinnen.
Zur Saison 2013 startete João Filipe zunächst noch mit São Paulo in der Staatsmeisterschaft von São Paulo wurde zum Ligabetrieb aber an den Ligakonkurrenten Náutico Capibaribe ausgeliehen. Danach schlossen sich weitere Leihgeschäfte an. Seit 2017 sind keine Einsätze mehr nachweisbar.

## Erfolge
São Paulo
- Copa Sudamericana: 2012